# Institut indien de management d'Ahmedabad
L'Institut indien de management d'Ahmedabad (en hindi : भारतीय प्रबंध संस्थान, अहमदाबाद) est un institut de gestion situé à Ahmedabad dans l'état du Gujarat. C'est l'une des treize écoles de commerce indiennes à porter l'appellation IIM.
Il est régulièrement classé parmi les meilleures universités de la région Asie-pacifique,,.

## Histoire

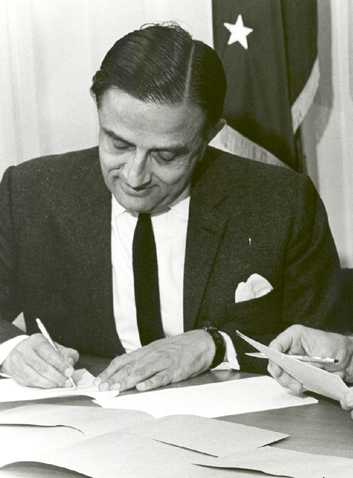
Vikram Sarabhai, le directeur fondateur de l'IIM d'Ahmedabad

Les Instituts Indiens du Management ont été créés pour répondre à un besoin croissant en managers pour gérer les industries indiennes en croissance.
Ils sont établis avec un objectif de dispenser une formation de haute qualité en management et d'aider l’industrie par la recherche et des services de conseils.
Historiquement l'IIM d'Ahmedabad est le deuxième IIM créé dans le pays. 
Il est créé le 16 décembre 1961 comme établissement autonome avec l'appui actif du Gouvernement de l'Inde, du Gouvernement du Gujarat et de l'industrie.
Le physicien éminent Vikram Sarabhai, né à Ahmedabad, aura un rôle essentiel pour la création de l'institut.
Il sera le Directeur honoraire de l'Institut pendant ses trois premières années d'existence 
L'éducateur Ravi J. Matthai et plusieurs industriels d'Ahmedabad joueront aussi un rôle important dans sa création.

## Campus

Vue panoramique de l'Institut, à l'avant plan la place Louis Kahn.

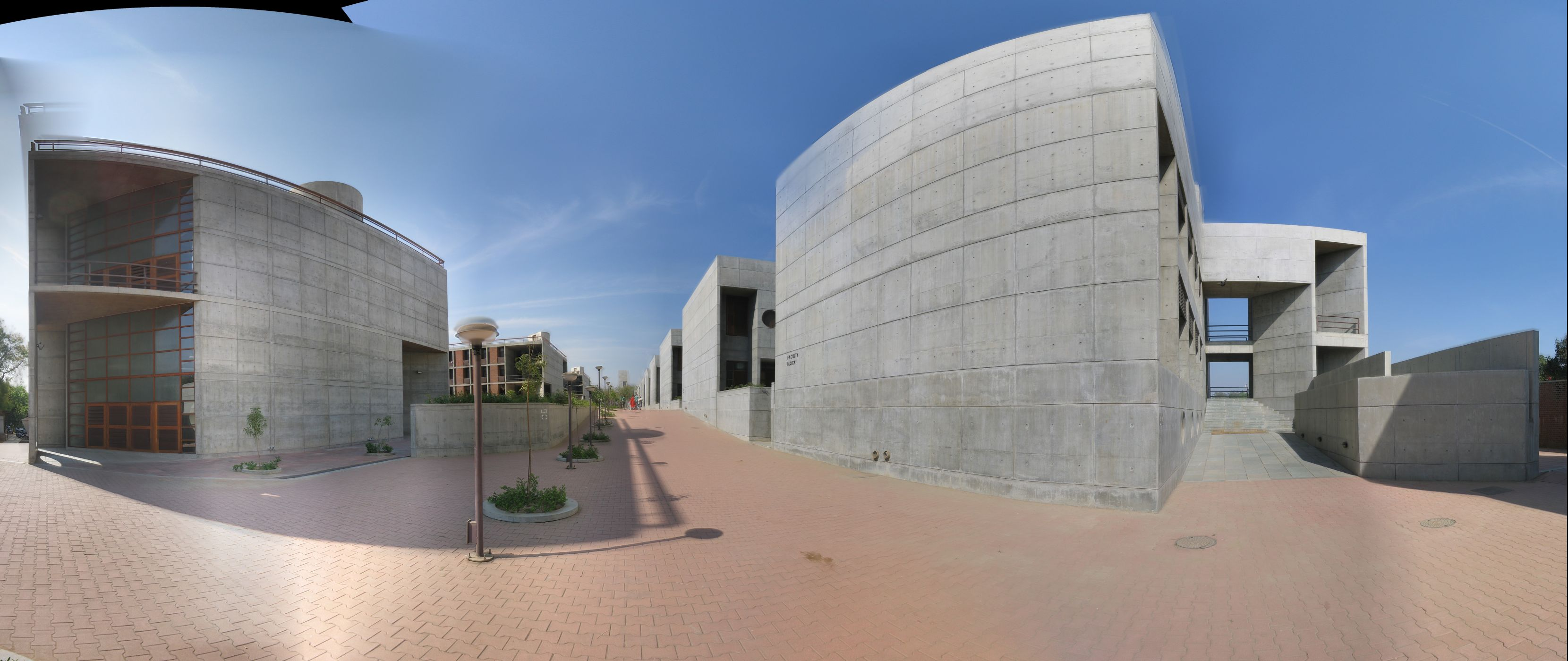
le nouveau campus vue de l'entrée du métro.

Le campus est une œuvre de l'architecte Louis Kahn avec Balkrishna Vithaldas Doshi et Anant Raje.

## Enseignements
Le 14e Dalaï Lama donne des enseignements sur les qualités de management et de direction à l'Indian Institute of Management Ahmedabad en janvier 2008,.

### Filières d'enseignement
- Programme postgraduate en gestion
- Programme postgraduate en gestion agroalimentaire
- Programme postgraduate en gestion pour les cadres
- Programme doctoral en Management
- Programme postgraduate gestion des politiques publiques
- Programme de formation professorale
- Programme pour les forces armées

### Entrepreneuriat
Le Centre pour d'innovation, d'incubation et d'entrepreneuriat est créé avec l'appui du Gouvernement du Gujarat et ministère indien des sciences et des technologies pour promouvoir l'innovation et l'entrepreneuriat en Inde,.

### Mobilité internationale
L'IIM d'Ahmedabad a un grand réseau d'écoles de commerce partenaires avec lesquelles elle organise des échanges d'étudiants.
Pour le programme post graduate en management, les échanges s'effectuent entre septembre et décembre.
Plus de cent étudiants optent chaque année pour une mobilité internationale.
L'institut a signé des accords de partenariat avec plus de 50 écoles de commerce dont Nanyang Business School, Asian Institute of Management, Université de Melbourne, ESCP Europe, HEC Paris, EDHEC Business School, EM Lyon Business School, Université de Cologne, AESE Business School, Université Bocconi, Manchester Business School, European Business School, Groupe ESC Toulouse, ESADE de Barcelone, Rotterdam School of Management, Columbia Business School, Stern School of Business, McCombs School of Business, Université McGill, Darden School of Business, etc..
L'IIM d'Ahmedabad a aussi des accords de double diplôme avec des établissements comme l'ESSEC, l'Université Bocconi ou HEC Paris.